# 부채이빨부리고래
부채이빨부리고래 또는 바아몬데부리고래(Mesoplodon traversii)는 부리고래과 이빨부리고래속에 속하는 아주 조금 알려진 휘귀한 부리고래의 일종이다. 1872년 뉴질랜드 피트 섬(Pitt Island)에서 턱뼈 일부가 처음 발견되어, 1873년 제임스 헥터(James Hector)가 기록하고 삽화를 남겼으며, 그 이듬해 존 에드워드 그레이가 표본 수집가 헨리 해머즐리 트래버스(Henry Hammersley Travers)의 이름을 따서 학명을 짓고 명명했다.

## 같이 보기
- 고래류의 종 목록